# Раждаемост
В демографията, раждаемост (или средна раждаемост) е един от показателите, характеризиращи населението на дадена страна или регион. Стойността ѝ се определя като „брой родени за една година на 1000 души от населението“.
Раждаемостта бива възможна и действителна. Възможната раждаемост би съществувала ако всички яйцеклетки се развият и индивидите достигнат полова зрялост. Действителната раждаемост, това е броят индивиди достигнали полова зрялост.
Фактори, повлияващи раждаемостта:
- плодовитостта е видово специфичен белег
- храната също влияе върху раждаемостта, защото ако храната е достатъчна се раждат повече деца
- пренаселеността намалява броя на индивидите
- зависи от възрастовия състав на популацията.